# Anthony Benezet

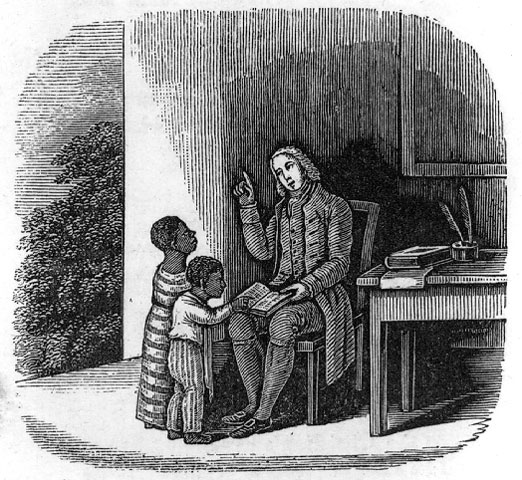
Benezet unterrichtet farbige Kinder
Illustration in einem Buch von 1850

Anthony Benezet, oder Antoine Bénézet (* 31. Januar 1713 in Saint-Quentin, Frankreich; † 3. Mai 1784 in Philadelphia, Vereinigte Staaten) war ein amerikanischer Quäker, Lehrer, Schulgründer, Abolitionist, Sozialreformer und Einwanderer, der von französischen Hugenotten abstammte.

## Biographie
Anthony Benezet wurde 1713 als Antoine Bénézet in Saint-Quentin, Frankreich, als zweites von dreizehn Kindern geboren. Seine Familie waren wohlhabende Hugenotten. Wegen der Verfolgungen von Protestanten verließ die Familie Frankreich, zunächst nach Rotterdam, später nach Greenwich und dann nach London, wo sie die Namen an die englische Sprache anpassten. Er besuchte wahrscheinlich eine Quäkerschule in Wandsworth, und er trat 1727 der Religious Society of Friends bei. 1731 wanderte die Familie nach Philadelphia aus, das damals zu den Dreizehn Kolonien Englands in Nordamerika gehörte.
Benjamin Lay, Anthony Benezet und John Woolman waren die ersten amerikanischen Abolitionisten. In Philadelphia gelang es ihm, die Quäker davon zu überzeugen, dass Sklavenhaltung unvereinbar mit dem christlichen Glauben sei. Er meinte, dass das Verbot der Sklaverei auf den britischen Inseln auch für die Kolonien, die späteren Vereinigten Staaten, gelten müsse.
Nach einigen erfolglosen Jahren als Kaufmann begann er 1739 als Lehrer an der Germantown Academy in Germantown, Pennsylvania, zu wirken, worin er schließlich seine Berufung fand. 1742 ging er weiter zur Quäker-Schule in Philadelphia, die heutige William Penn Charter School. Er verfasste einige Schulbücher und Erziehungsratgeber, die sich von der traditionellen pädagogischen Literatur stark unterschieden, weil er auf Freundlichkeit und Beziehung mit den Kindern setzte. Ab 1750 bot er Zuhause Unterricht in Nachtklassen für schwarze Sklaven an.
1754 verließ er die Quäkerschule und gründete eine eigene Sekundarschule, die erste Mädchenschule auf dem amerikanischen Kontinent. Er versuchte auch, behinderte Kinder zu integrieren. 1770 gründete er mit Quäkern die Negro School oder African Free School in Philadelphia, es war die erste Tagesschule für Schwarze. Er verfasste ein Traktat eradicate slave owning amongst Quakers (deutsch: Ausrottung des Sklavenbesitzes unter den Quäkern), um die Quäker zu überzeugen, dass Sklavenhaltung nicht mit dem Gleichheitsgebot des Christentums vereinbar sei. Er schrieb an das London Yearly Meeting und an Sophie Charlotte zu Mecklenburg-Strelitz, die Ehefrau des Königs George III., um die Sklaverei anzuprangern und abzuschaffen, weil sie Gott Missfallen würde. Er war in persönlichem oder brieflichem Kontakt mit bekannten Persönlichkeiten wie Benjamin Franklin, John Wesley, John Fothergill, Samuel Fothergill, George Dillwyn (1738–1820), Samuel Allinson, Moses Brown, Selina Hastings, Israel Pemberton, Joseph Phipps, Robert Pleasants, John Smith, Samuel Smith, Jonah Thompson und Caspar Wistar. Mit seinen Schriften gegen die Sklaverei beeinflusste er besonders die englischen Abolitionisten Granville Sharp und Thomas Clarkson. Er verfasste viele Briefe und Pamphlete zu weiteren Themen wie Freundschaft, Toleranz, Wohlstand, Temperenz, Pazifismus und Reformen für Indianer, die andere Personen vor allem aus dem Quäkertum zu weiteren Schriften anregten.
In Philadelphia half er Schwarzen, ihre Freiheit zu gewinnen und zu erhalten, und 500 Flüchtlingen aus Neuschottland, die wegen des französisch-britischen Kolonialkriegs geflüchtet waren, mit Unterkünften, Schulbildung und Arbeitssuche.
Benezet starb am 3. Mai 1784. An seiner Abschiedsfeier nahmen 400 Schwarze, Personen weiterer Ethnien und unterschiedlicher Glaubensrichtungen teil. Er wurde auf dem Quäkerfriedhof in Philadelphia begraben.

## Familie
1736 heiratete Benezet in Philadelphia Joyce Marriot, eine Pastorin der Quäker.

## Schriften
- Observations on the inslaving, importing and purchasing of Negroes. With some advice thereon, extracted from the Epistle of the yearly-meeting of the people called Quakers held at London in the year 1748. 2nd edn, Germantown 1760.
- A Short Account of that Part of Africa Inhabited by the Negroes, W. Dunlap, Philadelphia 1762.
- A Caution and Warning to Great Britain and her Colonies, in a short representation of the calamitous state of the enslaved Negroes in the British Dominions, Collected from various authors, D. Hall & W. Sellers, Philadelphia 1767.
- Some Historical Account of Guinea, with an Inquiry into the Rise and Progress of the Slave-Trade; Also a republication of the sentiments of several authors of note on this interesting subject; particularly an extract of a treatise by Granville Sharp, Joseph Crukshank, Philadelphia 1771, 1788 und Frank Cass & Co., London 1968.
- The plain path to Christian perfection....
- Some observations on the situation... of the Indian natives.
- The Pennsylvania spelling book: or Youth's friendly instructor.